# Torre de la Guinovarda
Torre de la Guinovarda és un monument protegit com a bé cultural d'interès local del municipi d'Aiguamúrcia (Alt Camp).

## Arquitectura
Restes d'una torre rectangular de 7 x 5 m en planta i 3 m d'alçada situades dalt d'una prominència prop de la riera de Marmellar, al Pla de Manlleu. La fàbrica és de carreuons amb vestigis d'"opus spicatum" a la base. El morter és de calç. Té restes d'espitlleres. La porta principal era situada al mur sud-oest, una mica descentrada cap a ponent. Les pedres dels muntants i les dovelles han estat arrencades i reaprofitades en època moderna. Als angles també hi havia bons carreus que han desaparegut. La vegetació i la runa dificulten extremadament la visió de les ruïnes, però sembla d'origen baixmedieval.

## Història
No es tenen notícies d'època medieval. El 1578 era una possessió de Marc Balenyà, sota el domini del comanador de Selma.